# Formica incerta
Formica incerta é uma espécie de formiga do gênero Formica, pertencente à subfamília Formicinae.